# نوزومي كاواساكي
نوزومي كاواساكي (باليابانية: 川崎希؛ بالكانا: かわさき のぞみ) هي سيدة أعمال يابانية، ولدت في 23 أغسطس 1987 في كاناغاوا في اليابان.

## وصلات خارجية
- نوزومي كاواساكي على موقع ميوزك برينز (الإنجليزية)